# Megalommum
Megalommum is een geslacht van insecten uit de orde vliesvleugeligen (Hymenoptera) en de familie schildwespen (Braconidae).

## Soorten
Deze lijst van 49 stuks is mogelijk niet compleet.
- M. acutum (Brandt, 2000)
- M. angulicauda (Falco, 2000)
- M. annulatum Turner, 1918
- M. antevena (Falco, 2000)
- M. ayyari (Watanabe, 1950)
- M. biroi Szepligeti, 1900
- M. brunneistigma (Falco, 2000)
- M. bulbivena (Falco, 2000)
- M. ceresense (Turner, 1922)
- M. dodecanesi (Ferriere, 1929)
- M. emarginatum (Falco, 2000)
- M. fasciatipenne

Megalommum fasciatipenne (Ashmead) (Ashmead, 1900)
Megalommum fasciatipenne (Cameron) Cameron, 1911
- M. fenestratum (Szepligeti, 1914)
- M. fittoni (Falco, 2000)
- M. flavomaculatum Cameron, 1904
- M. fuscum (Falco, 2000)
- M. gratiosum (Enderlein, 1920)
- M. gratum (Enderlein, 1920)
- M. guttifer (Enderlein, 1920)
- M. inareata (Granger, 1949)
- M. interstitiale (Brandt, 2000)
- M. jacobsoni (Tobias, 1968)
- M. leve (Falco, 2000)
- M. longicauda (Falco, 2000)
- M. luteistigma (Falco, 2000)
- M. maculipenne Cameron, 1911
- M. maforense Cameron, 1910

- M. nigriceps Cameron, 1906
- M. nigriventre (Szepligeti, 1913)
- M. oculatum Szepligeti, 1900
- M. philippei (Falco, 2000)
- M. philippinense (Baker, 1917)
- M. pistacivorae van Achterberg & Mehrnejad, 2011
- M. platycauda (Falco, 2000)
- M. polaszeki (Falco, 2000)
- M. pulchripenne (Szepligeti, 1908)
- M. rectivena (Falco, 2000)
- M. salutator (Smith, 1873)
- M. seyrigi (Granger, 1949)
- M. sigwalti (Falco, 2000)
- M. spathicauda (Brandt, 2000)
- M. striatum (Cameron, 1909)
- M. testaceipes (Szepligeti, 1914)
- M. testaceum (Cameron, 1909)
- M. tibiale (Ashmead, 1906)
- M. transiens (Szepligeti, 1914)
- M. transvena (Falco, 2000)
- M. tsavoense (Falco, 2000)
- M. xanthoceps (Fahringer, 1928)